# Kurská oblast
Kurská oblast (rusky Курская область [kurskaja oblasť]) je federální subjekt Ruské federace. Oblast leží ve středním Rusku na hranici s Ukrajinou, administrativním centrem je město Kursk. Rozloha oblasti činí 29 997 km². V roce 2021 zde žilo bezmála 1 100 000 obyvatel z toho 62 % ve městech. Povrch oblasti tvoří mírně zvlněná Středoruská vysočina, největšími řekami jsou Sejm a Psjol v povodí Dněpru.

## Historie
Území Kurské oblasti odpradávna obývaly slovanské kmeny Severjanů. Od roku 830 bylo město Kursk součástí států ruského chánátu a Kyjevské Rusi. Ačkoli se o osídlení území Kurské oblasti ví, že bylo již v dobách od konce poslední doby ledové, informace o městech či sídlech byly skrovné až do roku 1596, kdy byla postavena kurská pevnost.
V 15. století byl Kursk součástí Litevského velkoknížectví spravovaného Jagellonci. Ve válkách mezi Moskevským velkoknížectvím a Litvou byl ale ztracen ve prospěch Moskevského velkoknížectví. Skutečný rozvoj oblasti nastal krátce poté, kdy po ruském hladomoru v letech 1601–1603 došlo k masové migraci obyvatel z centrálních částí Ruska. V 16. a 17. století byla oblast postižena nájezdy krymsko-nogajských otrokářů. V letech 1708 až 1719 byl Kursk součástí nově vytvořené Kyjevské gubernie, dd roku 1719 do roku 1727 pak náležel k Bělgorodské provincii téže gubernie. Později byl kurský újezd součástí Bělgorodské gubernie.
Samotná Kurská gubernie byla založena 23. května 1779. Ta existovala až do roku 1928, kdy se její území stalo součástí tehdejší Středočernozemské oblasti. Vzhledem k tomu, že správa oblasti byla však velmi obtížná kvůli její velké rozloze, byla 13. června 1934 rozdělena na dvě oblasti: Kurskou oblast a Voroněžskou oblast. V období mezi lety 1934 a 1954 byly hranice oblastí často upravovány, od roku 1954 však zůstaly hranice definitivní.
Během druhé světové války bylo území Kurské oblasti okupováno německými vojsky, a to od podzimu 1941 do léta roku 1943. Mezi 5. červencem 1943 a 23. srpnem 1943 probíhala v oblasti Bitva u Kurska (též známá jako Bitva v Kurském oblouku), která se stala jednou z nejvýznamnějších bitev druhé světové války. Ve vesnici Kalinovka na území Kurské oblasti se zde v roce 1894 narodil jeden z vůdců Sovětského svazu Nikita Seregejevič Chruščov.
V letech 1996–2000 byl gubernátorem Alexandr Ruckoj, aktér ústavní krize roku 1993.
V rámci Ruskem vyvolané rusko-ukrajinské války vstoupily v úterý 5. srpna 2024 do Kurské oblasti jednotky ukrajinské armády a obsadily několik vesnic. V oblasti probíhají vzájemné střety ukrajinské a ruské armády.

## Oblastní symboly

### Vlajka
Vlajka Kurské oblasti je tvořena listem o poměru stran 2:3 s pěti vodorovnými pruhy – červeným, bílým, žlutým, černým a červeným, o poměru šířek 1:2:2:2:1 (dodatek k zákonu o vlajce z roku 1996 obsahoval obrázek vlajky s pruhy s tímto poměrem, ale textový popis byl jiný: 2:1:1:1:2, vlajka s těmito poměry se zřejmě i užívala a užívá, informace jsou však nejisté). Uprostřed vlajky, přes bílý a žlutý pruh, je položen znak oblasti.

## Geografie
Oblast má průměrnou nadmořskou výšku 177–225 m, a nachází se na jižních svazích Středoruské vysočiny, centrální část oblasti je položená výše než západní část oblasti okolo údolí řeky Sejm. Povrch je kopcovitý a protkaný roklemi. Nejvyšší bod oblasti leží v Timsko-Ščigrinském hřebenu ve výšce 288 m. Nízký reliéf s mírnými svahy a relativně mírné zimy činí oblast vhodnou pro zemědělství. Velká část lesů zde byla vykácena.
Nejčastějším půdním typem je úrodná černozem, která pokrývá přibližně 70 % území oblasti; rozšířené jsou ale též prakticky neúrodné podzolové půdy, které pokrývají 26 % území. 

### Hranice
Vnitřní (mezi oblastmi): Brjanská oblast (severozápadně, délka hranice: 120 km), Orelská oblast (severně, délka hranice 325 km), Lipecká oblast (severovýchodně, délka hranice 65 km), Voroněžská oblast (východně, délka hranice 145 km), Bělgorodská oblast (jižně, délka hranice 335 km).
Mezinárodní: Ukrajina (západně, délka hranice 245 km).

### Vodstvo
Řeky v Kurské oblasti spadají do povodí dvou nejvýznamnějších řek oblasti – Dněpr a Don (78 % a 22 %). V oblasti se nachází na 902 řek a potoků s celkovou délkou přibližně 8 000 km. Mezi hlavní patří Sejm a Psel. Území oblasti zahrnuje také na 145 umělých jezer a asi 550 menších rybníků.

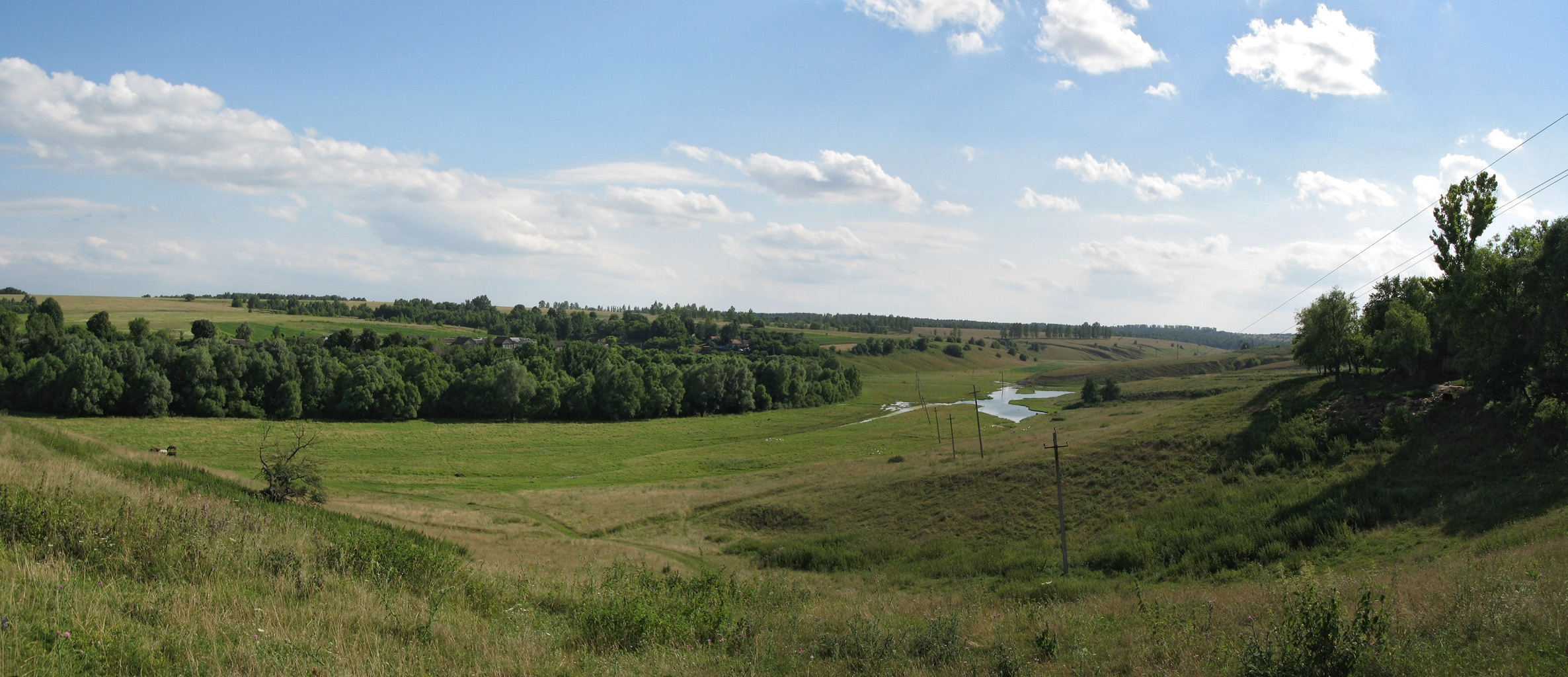
Krajina Kurské oblasti u vesnice Bolshoye Gorodkovo

### Přírodní zdroje
Kurská oblast je jednou z hlavních oblastí těžby železné rudy v Rusku, oblast tzv. Kurské magnetické anomálie (KMA) má jedny z nejbohatších ložisek této rudy na světě. V několika lokalitách se vyskytují také vzácné zeminy a základní kovy v komerčních množstvích. V regionu se těží a zpracovávají žáruvzdorné hlíny, minerální písky a křída. Lokální vývěry vody z artéských studní se ukazují jako užitečné pro lékařské účely.

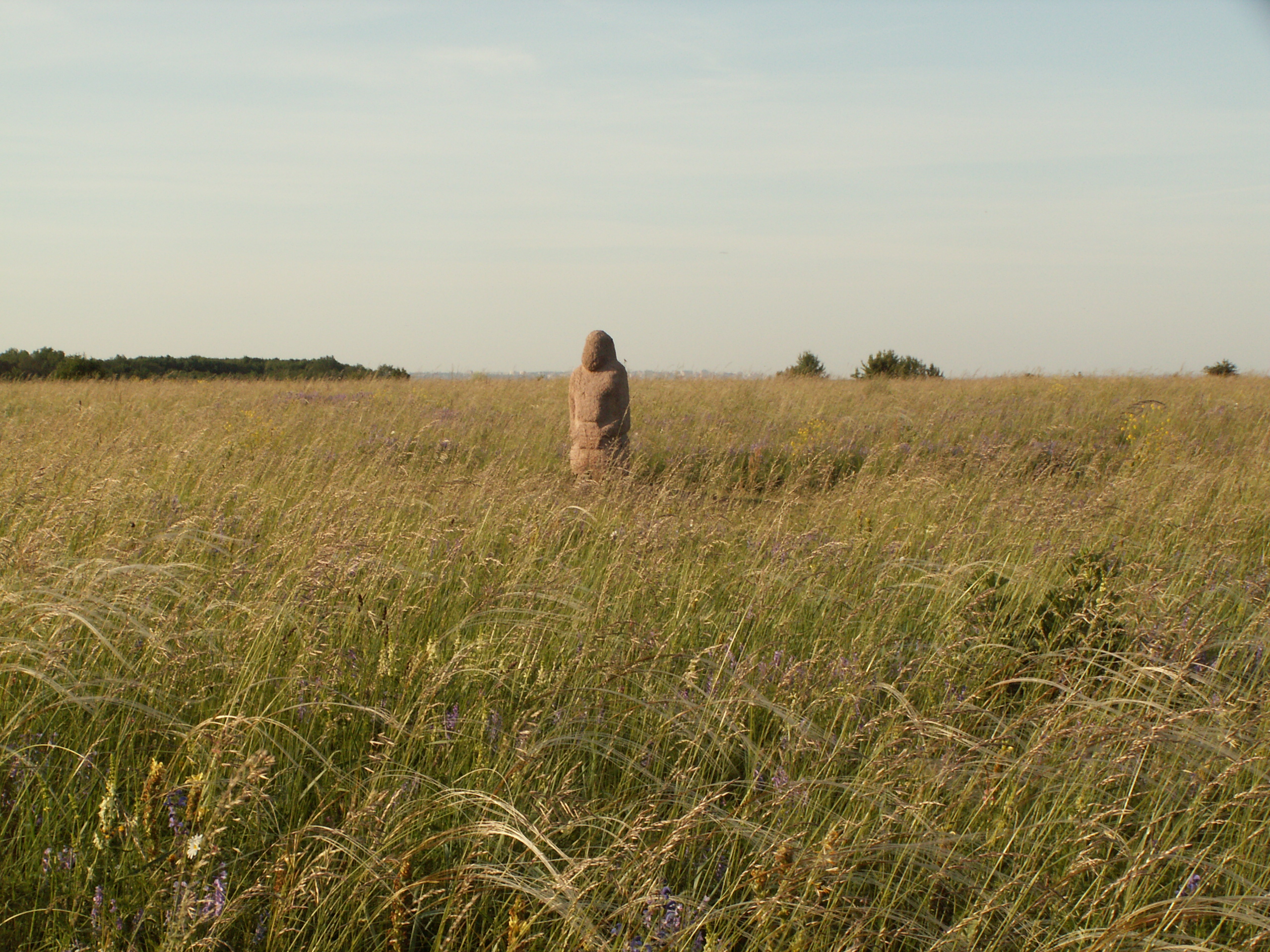
Kumánský pomník v krajině lesostepí v Kurské oblasti

### Podnebí
Poloha oblasti ve středu evropské části Ruska odráží pro region typické středně kontinentální klima: to zahrnuje teplá léta a relativně mírné zimy. V červenci je průměrná denní nejvyšší teplota +19,3 °C, v lednu je průměrná nejvyšší teplota −8,6 °C. Průměrný počet dnů bez mrazu se pohybuje od 150 dnů na severu oblasti, až po 160 na jihu. Vegetační období v Kurské oblasti se pohybuje od 180 dnů na severu po 195 dnů na jihozápadě. Průměrný roční úhrn srážek je 584 mm, jeho rozmezí se ale pohybuje od 634 mm na severozápadě po asi 500 mm a méně v jihovýchodním cípu oblasti. Nejvíce dešťových srážek padá v červnu a červenci. Výška sněhové pokrývky v Kurské oblasti se značně liší, a to od 300–400 mm na severu oblasti po 150–250 mm na jihu. Roční sluneční svit činí 1775 hodin.

### Flora a fauna
Kurská oblast je součástí rozsáhlých ploch východoevropských lesostepí. Čtvrtina oblasti byla kdysi hustě zalesněna tvrdými dřevinami jako dub, jasan a jilm. Díky pokračujícímu odlesňování, způsobeného zejména vlivem tlaku na získávání větší hospodářské plochy, dnes však lesy pokrývají pouze 10 % oblasti. V oblasti je početné množství původních zvířat, v místních řekách žijí různé druhy štik, ouklejí a okounů. Zbylé lesní porosty obývají zvířata jako vydry a jezevci, stejně jako početná stáda divokých prasat, jelenů a srnců.

## Obyvatelstvo
| 1989      | 2002      | 2010      | 2021      |
| --------- | --------- | --------- | --------- |
| 1 339 414 | 1 235 091 | 1 127 081 | 1 082 458 |

Střední délka života je 68,56 let. U mužů se pohybuje okolo 64,09 let, u žen okolo 72,94 (2022).

#### Etnické složení (2021)
- Rusové – 95,9 %
- Ukrajinci – 0,6 %
- Arméni – 0,6 %
- Ostatní – 2,7 %

- 148 354 lidí bylo registrováno z administrativních databází a neuvedli svou etnicitu. Odhaduje se, že podíl národností v tomto počtu je stejný jako u deklarované skupiny.

Podle prvních sčítání lidu z roku 1897 bylo v Kurské gubernii 77,3 % Rusů a 22,3 % Ukrajinců. Nucený konec ukrajinizace v jižním Rusku (Sovětská republika) v roce 1932 ale vedl k masivnímu poklesu etnické rozmanitosti Ukrajinců v těchto regionech v dalším sčítání lidu z roku 1937 ve srovnání s prvním všeobecným sčítáním lidu Sovětského svazu v roce 1926.
Roční růst populace oblasti je negativní; úmrtnost převyšuje celkovou porodnost a imigraci.

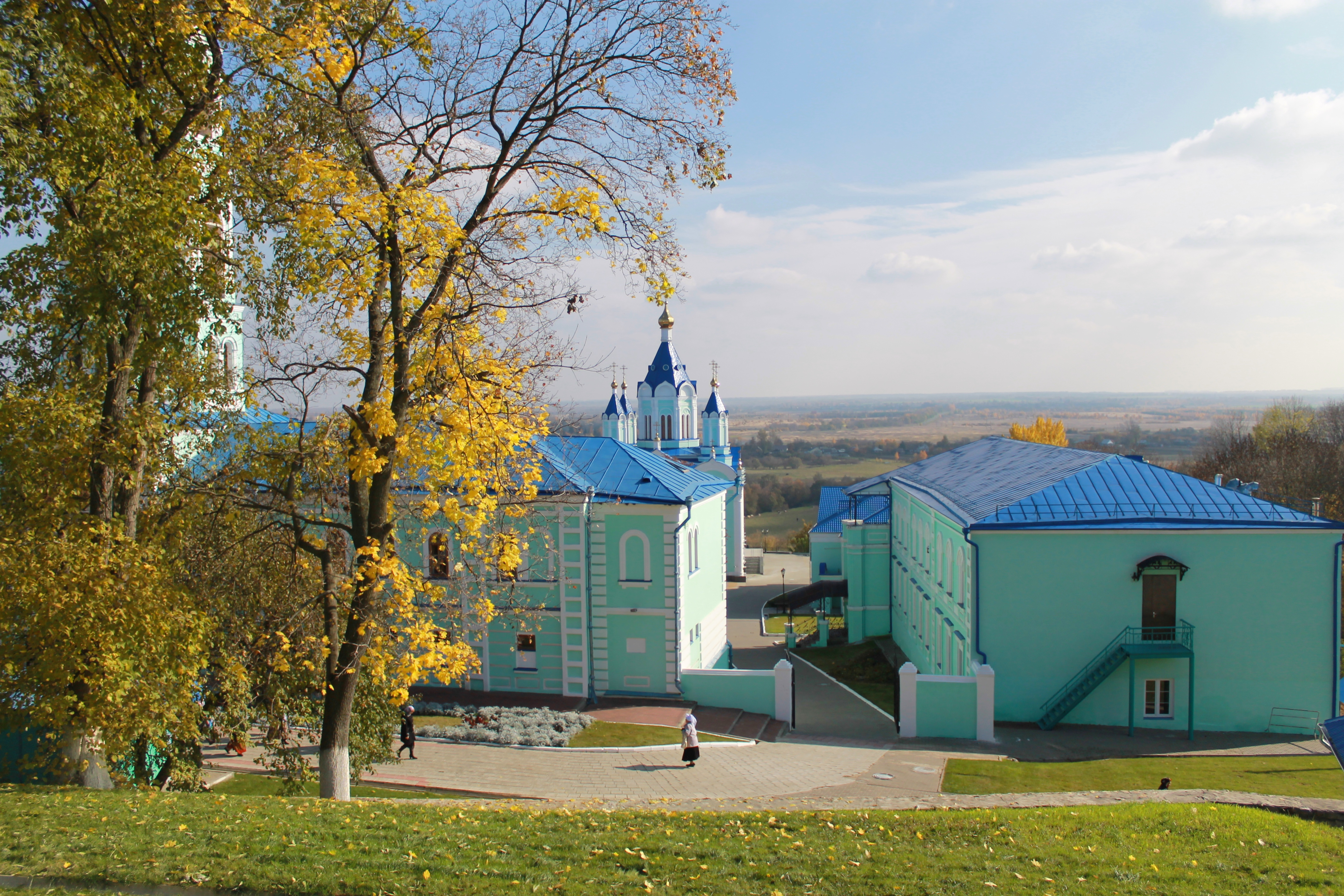
Pravoslavný klášter v Kursku

#### Náboženství
- Ruská pravoslavná církev — 68,7 %
- Starověrci — 0,5 %
- Ostatní křesťané — 0,9 %
- Nenáboženská spiritualita — 24,2 %

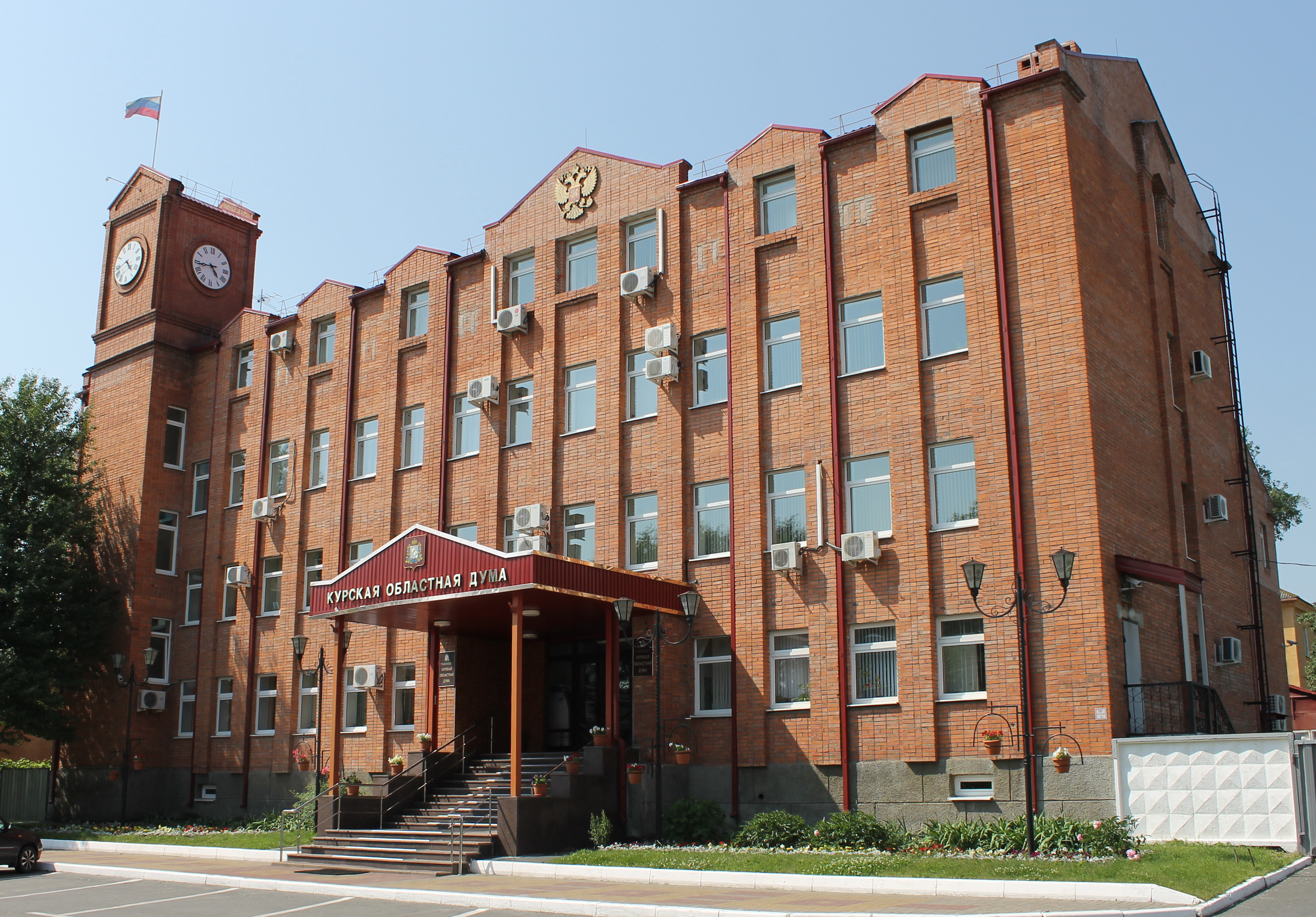
Budova Kurské oblastní Dumy

- Ateismus — 4,2 %
- Ostatní, neuvedené — 1,5 %

Data pochází z roku 2012.

#### Vzdělání
Největšími a nejvýznamnějšími univerzitami v Kurské oblasti jsou Kurská státní univerzita, Kurská státní technická univerzita, Kurská státní lékařská univerzita a Kurská státní zemědělská akademie, které se všechny nacházejí v centrálním městě oblasti, v Kursku. V oblasti se také nachází dalších 19 ostatních menších vysokých škol.

## Politika
Během období Sovětského svazu byla výkonná moc v oblasti rozdělena mezi tři osoby: Prvního tajemníka Kurského výboru KSSS (který měl de facto největší autoritu), předsedu oblastního sovětu (zákonodárná moc) a předsedu oblastního výkonného výboru (výkonná moc). V roce 1991 ovšem KSSS ztratila moc a došlo k demokratické volbě vedoucího oblastní administrativy a následně i gubernátora spolu s volbou regionálního parlamentu.
Základním zákoníkem regionu je Charta Kurské oblasti, stálým zákonodárným (zastupitelským) orgánem oblasti je volená Kurská oblastní duma. Legislativní shromáždění vykonává svou pravomoc přijímáním zákonů, usnesení a dalších právních aktů a dohlížením na jejich implementaci a dodržování. Nejvyšším výkonným orgánem je Oblastní vláda, která zahrnuje územní výkonné orgány, jako jsou okresní správy, výbory a komise, jež usnadňují rozvoj a řeší každodenní problémy oblasti. Oblastní administrativa podporuje činnost vybraného gubernátora, jež je nejvyšším oblastním úředníkem a působí jako garant dodržování Charty oblasti v souladu s Ústavou Ruské federace.
Statisticky nejpopulárnějšími politickými stranami Kurské oblasti jsou středopravicová pro-vládní strana Jednotné Rusko a levicová Komunistická strana Ruské federace, která se tradičně těší největší podpoře ve venkovských částech oblasti.

## Hospodářství

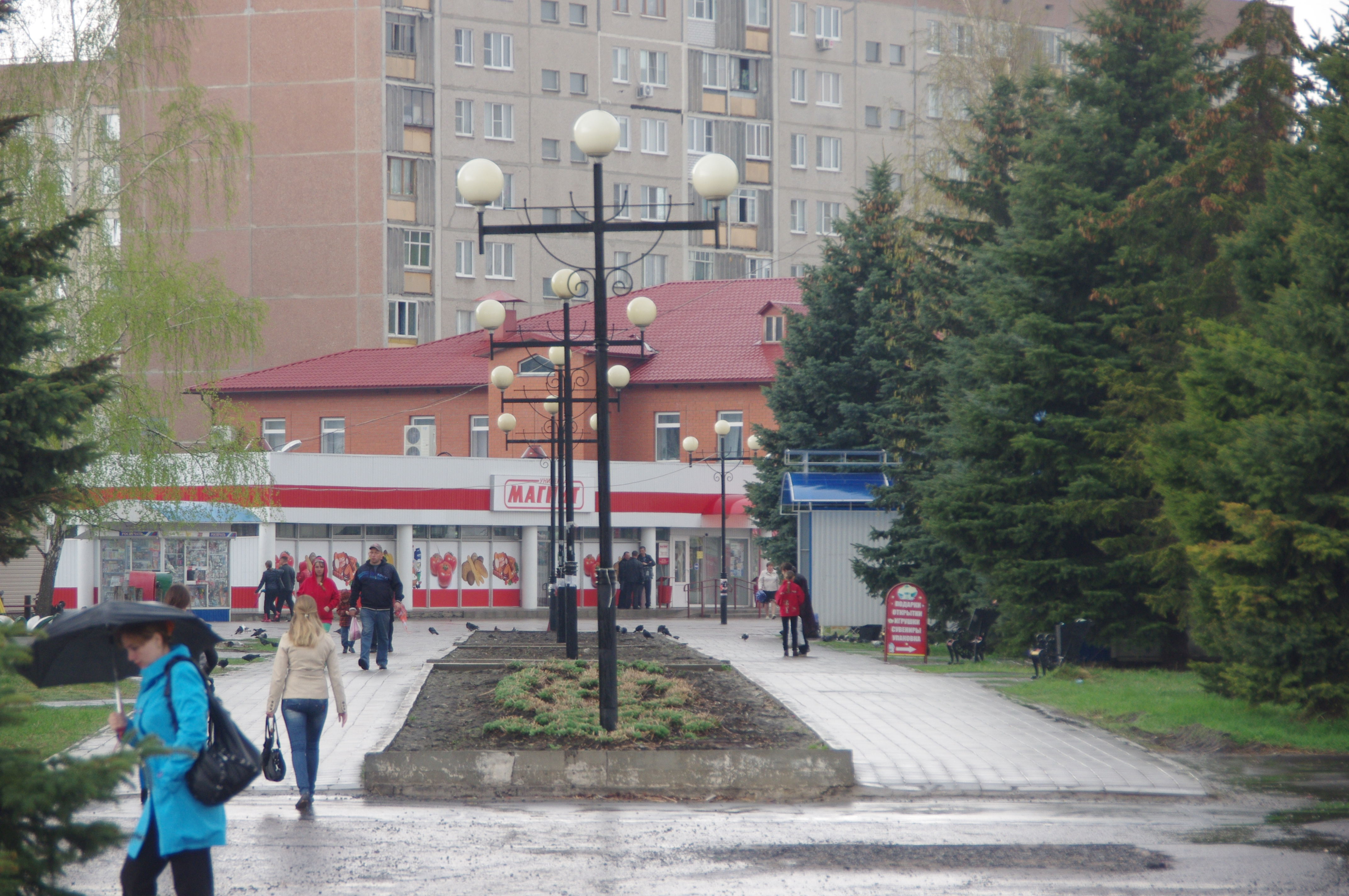
Obchodní čtvrť ve městě Kurčatov

### Průmysl
V 90. letech došlo v Kurské oblasti k významnému poklesu průmyslové výroby v důsledku celostátní ekonomické krize, která následovala po rozpadu Sovětského svazu. Do konce desetiletí však produkce začala opět růst. Přestože ekonomika v závěru 20. století stagnovala, výrobní sektor nadále představuje přibližně 40 % HDP oblasti. Dominantními průmyslovými odvětvími jsou strojírenství, energetický průmysl, zpracování kovů, chemický průmysl a potravinářský průmysl.

### Zemědělství
Většina hlavních zemědělských oblastí v regionu je využívána jako pastviny k chovu dobytka, nebo pro pěstování plodin, především pšenice, cukrové řepy a krmných plodin. Hlavními kategoriemi zemědělských podniků jsou pšeničné farmy, mlékárny, drůbežárny a chovy masného skotu. Zemědělská půda pokrývá 23 000 km² oblasti, což představuje 77 % celkového území.

Tramvajová doprava v Kursku

### Doprava
Dopravní dostupnost Kurské oblasti, s přesahem k dopravnímu průmyslu na národní a mezinárodní trhy, je základem pro rozvoj oblasti. Celková délka železniční sítě v oblasti činí 1 100 km, čímž se Kurská oblast řadí k regionům s největší hustotou železnic v Rusku. Dvě hlavní železniční tratě procházející Kurskou oblastí jsou tratě Moskva–Charkov a Kyjev–Voroněž, v celé oblasti je celkem 65 železničních stanic. Silniční síť má délku přibližně 5 600 km a obsluhuje všechna města a venkovská sídla oblasti. Kromě toho se v oblasti nachází jedno letiště, které bylo v červenci 1997 otevřeno pro mezinárodní lety. Doprava v regionu ovšem zažívá celkový útlum, provázený ruskou agresí proti Ukrajině, zahájenou v roce 2022, která ztížila dopravní obslužnost ve směru na ukrajinská území a města jako Kyjev a Charkov.

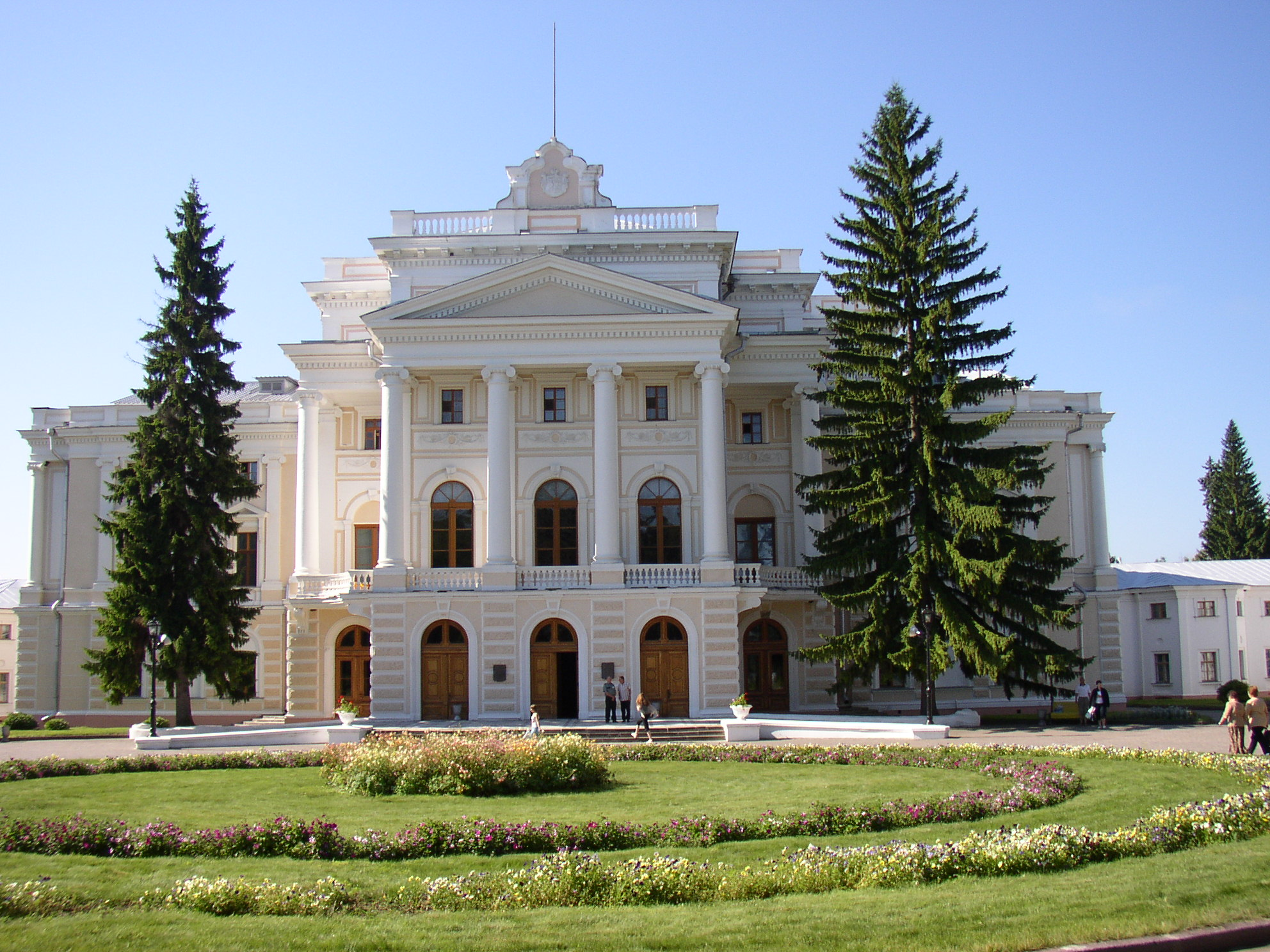
"Maryino sídlo", postavené knížecí rodinou Barjatinských v 19. století

## Turismus
Nejznámější přírodní atrakcí Kurské oblasti je Centrální černozemní přírodní rezervace, jež nabízí četné příležitosti pro pěší turistiku, a je tak vyhledávaným cílem turistů. Zdejší lesy a další nedotčené oblasti mimo osídlené části jsou ideální pro rybolov a kempování. Tradiční umění a architektura regionu, společně s historickými památkami jsou zachovány v muzeálním městě Rylsk.

## Sídla
Kromě populačně největšího Kursku (449 000 obyv.) jsou zde jen menší města, jako Železnogorsk (100 700 obyv.), Kurčatov (38 800 obyv.), Lgov (19 200 obyv.) nebo Sudža (4 941 obyv.).